# Marian Săniuță
Marian Florian Săniuță (n. 29 octombrie 1960, Moreni, Dâmbovița, România) este un politician român, membru al Partidului Social Democrat.

## Studii
Marian Săniuță a absolvit cursurile ASE București, terminând Facultatea de Economia Industriei, Construcțiilor și Transporturilor. Ulterior, a făcut un curs postuniversitar, „Managementul Firmei”. Marian Săniuță s-a specializat în Management și Marketing, Managementul Resurselor Umane; Gestiunea și Evaluarea personalului firmei. În SUA și la Praga, Marian Săniuță   a absolvit un curs de pregătire - dezvoltare economică locală și un curs de pregătire în domeniul investițiilor străine.

## Cariera politică
A intrat în politică în 2000, când a devenit  viceprimarul municipiului Ploiești. Între 2001-2002 a fost prefectul județului Prahova. A înființat Agenția Română pentru Investiții Străine, al cărei președinte a fost. Agenția are scopul de a atrage capital străin în țară, și de a încuraja dezvoltarea capitalului autohton, promovând înființarea primelor parcuri industriale. În 2004, Săniuță a devenit ministru de stat, ministrul administrației și internelor. În 2004, a fost ales deputat, iar în cadrul Camerei Deputaților a fost vicepreședinte al Comisiei de Apărare, Ordine Publică și Siguranță Națională. Ca deputat are mai multe inițiative legislative ce pot fi regăsite pe site-ul Camerei Deputaților. În legislatura 2004-2008, Marian Săniuță a fost membru în grupurile parlamentare de prietenie cu Republica Malta, Republica Turcia și Republica Polonă. Marian Săniuță a fost ales deputat în legislatura 2008-2012 pe listele PSD dar a devenit deputat independent din februarie 2011. În legislatura 2008-2012, Marian Săniuță a fost membru în grupurile parlamentare de prietenie cu Republica Polonă, Republica Cehă și Regatul Țărilor de Jos (Olanda).  
Din 2005 este președintele PSD Prahova.

## Alte activități
A făcut sport de performanță,respectiv volei, fiind campion balcanic, campion național și s-a remarcat cu peste 70 de prezențe în loturile naționale de juniori, tineret și seniori și peste 300 de prezențe în divizia A.